# International Association for Near-Death Studies
International Association for Near-Death Studies (IANDS) é uma organização associada com o campo acadêmico de estudo e difusão de informações sobre à experiência de quase-morte (EQM). A IANDS começou a ser desenvolvida nos Estados Unidos em 1978 e foi definitivamente fundada em 1981, quando incorporada à Universidade de Connecticut. Seus fundadores são John R. Audette, Bruce Greyson, Michael Sabom e Kenneth Ring, professor de psicologia da Universidade de Connecticut.
IANDS tornou-se uma organização internacional, que inclui uma rede de mais de 50 grupos de interesse locais. A organização também apoia e auxilia aqueles que vivenciaram uma EQM e seus familiares. É reconhecida pela Internal Revenue Service como uma organização sem fins lucrativos.

## Publicações
IANDS é responsável pela publicação do Journal of Near-Death Studies, a única revista acadêmica no campo dos estudos da Experiência de quase-morte. É publicado trimestralmente pelo IANDS e impresso pela Allen Press.
IANDS também publica o boletim trimestral Vital Signs e mantém um arquivo de histórias de casos de quase-morte para pesquisa e estudo.